# Ermes Nadalin
Ermes Nadalin (Aquileia, 15 gennaio 1938 – Chiavari, 4 ottobre 2015) è stato un allenatore di calcio e calciatore italiano, di ruolo difensore.
Soprannominato Leone di Aquileia, trascorse la maggior parte della sua carriera da calciatore nell'Entella, di cui fu capitano e di cui è considerato un giocatore-simbolo, detenendone inoltre il record assoluto di presenze. Pochi mesi dopo la sua scomparsa, nel 2016 il comune di Chiavari gli intitolò un settore dello stadio comunale.

## Biografia
Friulano di nascita, a 18 anni si trasferì in Liguria e rimase in questa regione sostanzialmente per tutta la vita. In particolare, dal 1959 si stabilì a Chiavari, dove con la moglie Carla ebbe due figli: Andrea e Massimo. Nella stessa città svolse la professione di vigile urbano, proseguita anche dopo il ritiro come calciatore semiprofessionista. Nel 2006, quando nello stadio comunale venne posato un nuovo manto in erba sintetica, prelevò una zolla del precedente terreno, dichiarando che quel campo era parte della sua vita.
Morì a 77 anni ed il suo funerale si svolse il 6 ottobre 2015 allo stadio comunale di Chiavari: lo stesso giorno la Virtus Entella comunicò di voler richiedere al comune la sua intitolazione di un settore dell'impianto. Il 31 gennaio 2016 avvenne la cerimonia di intitolazione della gradinata sud «Ermes Nadalin». Sempre nel 2016 nacque il club di tifosi Entella Club «Ermes Nadalin» gli Amici della Vetreria, mentre nel 2020 venne votato attraverso un sondaggio sul profilo ufficiale Facebook della Virtus Entella tra i migliori undici giocatori di tutti i tempi ad aver militato nella squadra.

## Caratteristiche tecniche
Difensore possente e roccioso, giocò ad inizio carriera nel ruolo di terzino e successivamente come stopper. Il suo stile di gioco era considerato impetuoso e leale.

## Carriera

Ermes Nadalin (secondo in piedi da destra) nella formazione della che vinse il Torneo di Viareggio 1958.

### Giocatore

#### Giovanili ed esordio tra i semiprofessionisti
Crebbe nel settore giovanile dell'Aquileia, la squadra della sua città, esordendo in Promozione a 17 anni. Venne quindi notato dalla Sampdoria e giocò per due stagioni nelle squadre giovanili dei blucerchiati, vincendo il Torneo di Viareggio nel 1958. Quello stesso anno venne ceduto alla Lucchese in cambio di Luigi Toschi e fece con i rossoneri il suo esordio in Serie C, terminando la stagione avendo disputato 13 incontri senza segnare alcun goal.

#### Entella

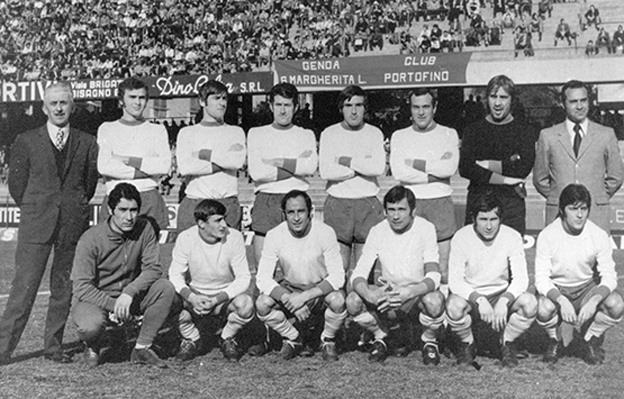
Ermes Nadalin (terzo accovacciato da destra) capitano dell' allo stadio Luigi Ferraris di Genova prima di affrontare il in Serie C 1970-1971.

Nel 1959 scese di una categoria trasferendosi all'Entella in Serie D, con cui esordì il 6 dicembre in trasferta contro l'Aosta e con cui ottenne la vittoria del girone e la conseguente promozione in Serie C. Patita un'immediata retrocessione, disputò altre tre stagioni in Serie D, vincendo nella stagione 1962-1963 il trofeo messo in palio dal Corriere Mercantile quale miglior difensore del girone ed ottenendo nuovamente la vittoria del girone e la promozione in Serie C nella stagione 1963-1964, nell'anno in cui il sodalizio festeggiava il cinquantesimo anniversario dalla fondazione.
Nella Grande Entella di ritorno in Serie C emerse come uno dei punti di riferimento della squadra e ne divenne il capitano, alternandosi in questo ruolo con il compagno di reparto Mario Delle Piane. Il 2 novembre 1969 in occasione delle trasferta contro l'Olbia divenne il primatista di presenze della squadra, superando con la 306ª presenza il precedente record stabilito da Giorgio Piazza. Con i biancocelesti la stagione successiva prese parte al "Campionatissimo" che vide cinque compagini liguri iscritte nello stesso girone della Serie C e rimase nella squadra anche in seguito alla retrocessione patita al termine della stagione 1971-1972.
La Serie D 1972-1973 fu la sua ultima stagione tra i semiprofessionisti, terminata il 20 maggio con la sfida casalinga contro il Siena che costituì la sua 388ª presenza con l'Entella, record rimasto ineguagliato. Nelle sue 15 stagioni da semiprofessionista (1 con la Lucchese e 14 con l'Entella), il Leone di Aquileia totalizzò 264 presenze e 4 reti in Serie C e 137 presenze e 4 reti in Serie D.

#### Altre squadre a Chiavari
Dopo una parentesi nello staff tecnico dell'Entella Chiavari, tra il 1974 e il 1977 disputò tre stagioni in campionati locali con le squadre Caperanese e Ri, entrambe rappresentati quartieri della città di Chiavari.

### Allenatore
Nella Serie D 1973-1974 – la prima dopo il momentaneo ritiro da calciatore – assunse l'incarico di vice allenatore dell'Entella Chiavari, sostituendo anche il primo allenatore Mario Genta per un breve periodo. Lasciò quindi definitivamente la squadra per tornare al calcio giocato, ma riprese il ruolo di allenatore in età avanzata occupandosi di calcio giovanile con la squadra Villaggio di Cogorno.

## Statistiche

### Presenze e reti
Statistiche aggiornate al 1º luglio 1977.
| Stagione          | Squadra           | Campionato        | Campionato | Campionato | Coppe nazionali | Coppe nazionali | Coppe nazionali | Coppe continentali | Coppe continentali | Coppe continentali | Altre coppe | Altre coppe | Altre coppe | Totale | Totale |
| Stagione          | Squadra           | Comp              | Pres       | Reti       | Comp            | Pres            | Reti            | Comp               | Pres               | Reti               | Comp        | Pres        | Reti        | Pres   | Reti   |
| ----------------- | ----------------- | ----------------- | ---------- | ---------- | --------------- | --------------- | --------------- | ------------------ | ------------------ | ------------------ | ----------- | ----------- | ----------- | ------ | ------ |
| 1955-1956         | Aquileia          | P                 | 0+         | 0+         | -               | -               | -               | -                  | -                  | -                  | -           | -           | -           | 0+     | 0+     |
| 1958-1959         | Lucchese          | C                 | 13         | 0          | CI              | 0+              | 0+              | -                  | -                  | -                  | -           | -           | -           | 13+    | 0+     |
| 1959-1960         | Entella           | D                 | 23         | 1          | -               | -               | -               | -                  | -                  | -                  | -           | -           | -           | 23     | 1      |
| 1960-1961         | Entella           | C                 | 23         | 0          | -               | -               | -               | -                  | -                  | -                  | -           | -           | -           | 23     | 0      |
| 1961-1962         | Entella           | D                 | 32         | 0          | -               | -               | -               | -                  | -                  | -                  | -           | -           | -           | 32     | 0      |
| 1962-1963         | Entella           | D                 | 34         | 2          | -               | -               | -               | -                  | -                  | -                  | -           | -           | -           | 34     | 2      |
| 1963-1964         | Entella           | D                 | 32         | 0          | -               | -               | -               | -                  | -                  | -                  | -           | -           | -           | 32     | 0      |
| 1964-1965         | Entella           | C                 | 33         | 0          | -               | -               | -               | -                  | -                  | -                  | -           | -           | -           | 33     | 0      |
| 1965-1966         | Entella           | C                 | 34         | 0          | -               | -               | -               | -                  | -                  | -                  | -           | -           | -           | 34     | 0      |
| 1966-1967         | Entella           | C                 | 33         | 0          | -               | -               | -               | -                  | -                  | -                  | -           | -           | -           | 33     | 0      |
| 1967-1968         | Entella           | C                 | 32         | 0          | -               | -               | -               | -                  | -                  | -                  | -           | -           | -           | 32     | 0      |
| 1968-1969         | Entella           | C                 | 23         | 0          | -               | -               | -               | -                  | -                  | -                  | -           | -           | -           | 23     | 0      |
| 1969-1970         | Entella           | C                 | 32         | 2          | -               | -               | -               | -                  | -                  | -                  | -           | -           | -           | 32     | 2      |
| 1970-1971         | Entella           | C                 | 31         | 2          | -               | -               | -               | -                  | -                  | -                  | -           | -           | -           | 31     | 2      |
| 1971-1972         | Entella           | C                 | 10         | 0          | -               | -               | -               | -                  | -                  | -                  | -           | -           | -           | 10     | 0      |
| 1972-1973         | Entella           | D                 | 16         | 1          | -               | -               | -               | -                  | -                  | -                  | -           | -           | -           | 16     | 1      |
| Totale Entella    | Totale Entella    | Totale Entella    | 388        | 8          |                 | -               | -               |                    | -                  | -                  |             | -           | -           | 388    | 8      |
| 1974-1975         | Caperanese        | ?                 | 0+         | 0+         | -               | -               | -               | -                  | -                  | -                  | -           | -           | -           | 0+     | 0+     |
| 1975-1976         | Caperanese        | ?                 | 0+         | 0+         | -               | -               | -               | -                  | -                  | -                  | -           | -           | -           | 0+     | 0+     |
| Totale Caperanese | Totale Caperanese | Totale Caperanese | 0+         | 0+         |                 | -               | -               |                    | -                  | -                  |             | -           | -           | 0+     | 0+     |
| 1976-1977         | Ri                | ?                 | 0+         | 0+         | -               | -               | -               | -                  | -                  | -                  | -           | -           | -           | 0+     | 0+     |
| Totale carriera   | Totale carriera   | Totale carriera   | 401+       | 8+         |                 | -               | -               |                    | -                  | -                  |             | -           | -           | 401+   | 8+     |

### Record
- Calciatore con più presenze in partite ufficiali con l'Entella: 388
- Calciatore con più presenze in Serie C con l'Entella: 251

### Statistiche da allenatore
Statistiche aggiornate al 1º luglio 1974.
| Stagione        | Squadra          | Campionato      | Campionato | Campionato | Campionato | Campionato | Coppe nazionali | Coppe nazionali | Coppe nazionali | Coppe nazionali | Coppe nazionali | Coppe continentali | Coppe continentali | Coppe continentali | Coppe continentali | Coppe continentali | Altre coppe | Altre coppe | Altre coppe | Altre coppe | Altre coppe | Totale | Totale | Totale | Totale | % Vittorie | Piazz.        |
| Stagione        | Squadra          | Comp            | G          | V          | N          | P          | Comp            | G               | V               | N               | P               | Comp               | G                  | V                  | N                  | P                  | Comp        | G           | V           | N           | P           | G      | V      | N      | P      | %          | Piazz.        |
| --------------- | ---------------- | --------------- | ---------- | ---------- | ---------- | ---------- | --------------- | --------------- | --------------- | --------------- | --------------- | ------------------ | ------------------ | ------------------ | ------------------ | ------------------ | ----------- | ----------- | ----------- | ----------- | ----------- | ------ | ------ | ------ | ------ | ---------- | ------------- |
| 1973-1974       | Entella Chiavari | D               | 0+         | 0+         | 0+         | 0+         | -               | -               | -               | -               | -               | -                  | -                  | -                  |                    |                    |             |             |             |             |             | 0+     | 0+     | 0+     | 0+     | ?          | Suben., Eson. |
| Totale carriera | Totale carriera  | Totale carriera | 0+         | 0+         | 0+         | 0+         |                 | -               | -               | -               | -               |                    | -                  | -                  | -                  | -                  |             | -           | -           | -           | -           | 0+     | 0+     | 0+     | 0+     | ?          |               |

## Palmarès

### Giocatore

#### Competizioni giovanili
- Torneo di Viareggio: 1

Sampdoria: 1958

#### Competizioni interregionali
- Serie D: 2

Entella: 1959-1960 (girone A), 1963-1964 (girone A)